# والنتین فایل
والنتین فایل (آلمانی: Valentin Pfeil؛ زادهٔ ۱۷ ژوئیهٔ ۱۹۸۸) دونده دو استقامت و ماراتن اهل اتریش است.